# جودابادا
كان جودابادا (حوالي القرن الثامن قبل الميلاد) (ويُعرف أيضًا باسم شري جود اباد اشاريا) غورو قديم جدًا من تراث مدرسة الفلسفة الهندوسية أدفايتا فيدانتا. ويُقال أن جودابادا كان الغورو الكبير للمُعلم الجليل آدي شانكارا،‌ وأنهُ كان من أبرز علماء الفلسفة الهندوسية، كما يعتقد البعض أنه قام بإنشاء مؤسسة شري جود اباد اشاريا.

## التواريخ
هناك خلاف حول تاريخ نشأة شانكارا إلا أنه يُرجح أنه نشأ في القرن الثامن قبل الميلاد وفقًا للأدلة التي استند إليها بعض العلماء كبهانداركار وديوسن.
كما يُقال أن جودابادا درّس لجوفيندا الذي درّس لشانكارا، حيث أكّد شانكارا بنفسه هذه الأقوال ووصف جودابادا بأنّه مُعلم مُعلمه الذي يُدرك تمامًا تراث مدرسة فيدانتا (Vedānta) (sampradāya-vit). وبالتالي يُرجح أن جودابادا كان يعمل مدرسًا خلال القرن السابع قبل الميلاد.

## ترتيب مُعلمي الدين
تُقدم أبيات الشعر السنسكريتية التالية التي تشتهر بها طائفة سمارتهاس قائمةً بأسماء مُعلمي الدين القدامى بمدرسة فيدانتا الهندوسية حسب ترتيبهم.
Vyāsam Shukam Gaudapāda Mahantam Govindam Yogindram athasya shishyam |
Shri Shankarāchārya mathasya Padmapādam ca hastamalakam ca shishyam |
Tam trotakam vartika karamanyan asmad guru-nsantat-amanato ’smi ||
يُمكننا أن نستنبط من هذه الأبيات أن الإله نارايانا (Lord Narayana) يُعد أول مُعلمي الدين بالمدرسة ثم تليه سلالته من الأب إلى الابن لتصل إلى المُعلم سري شوكا (Sri Shuka). تُعرف السلالة التي تبدأ بـالإله نارايانا وتنتهي بـالمعلم سري شوكا باسم فامسارسي-بارامبارا (Vamsarsi-Parampara)، وتبدأ سلالة سانياسينز (Sanyasins) بجودابادشاريا (Gaudapadcharya) وتُعرف باسم مانافا-غورو-سامبرادايا (Manava-Guru-Sampradaya).
يُمكن تشعيب مُعلمي الدين حسب اليوغا: كالآتي
أ) في ساتيا أو كراتا يوجا (Krata Yuga)
الإله نارايانا والإله ساداشيڤا والإله براهما.
ب) في تيرا يوغا (Treta Yuga)
1) فاسيشتا ماهاريشي (Vasishta Maharishi) 2) شاكتي ماهاريشي (Shakti Maharishi) و(3 باراشارا ماهاريشي (Parashara Maharishi).
ب) في دافابارا يوغا (Dvapara Yuga)
1) فيدا فياسا (Veda Vyasa) و2) المُعلم سري شوكا
د) في كالي يوغا
1) يبدأ المُعلمون بسري جودابادا ويليه المُعلمَان جوفيندا بهاجافاتبادا (Govinda Bhagavatpada) وشري شانكاراشاريا (Shri Shankarāchārya) وغيرهما.

## ماندوكيا كاريكا (Mandukya Karika)
تُعد Māṇḍukya Kārikā أو Gauḍapāda Kārikā، والتي تُعرف أيضًا باسم Āgama Śāstra أقدم أطروحة منهجية بخصوص Advaita Vedānta. قام جودابادا بتأليف هذا النص الذي يُمثل إحدى الأطروحات في صورة قصيدة بخصوص الأوبانيشاد ماندوكيا (Mandukya Upanishad)، وهي تُعد من أقصر قصائد الأوبانيشاد أو فيدا الصوفيَّة وأكثرها شهرةً، وتتكوَّن من ثلاثة عشر بيتًا فقط. يُبرز جودابادا خلال كتابه ما يَكمن داخل هذه الابتهالات من معانٍ خفية.
تنقسم جوداباديا كاريكا (Gaudapadiya Karika) إلى أربعة فصول. يشرح الفصل الأول - أجاما (Agama)، أو أجاما بركارانا (Agama Prakarana) - نص الأوبانيشاد ماندوكيا، كما يوضِّح خلاله جودابادا حقيقة أن مدرسة أدفايتا تقوم على كلٍ من الكتب المُقدسة (shruti) والعقل (فلسفة). أما الفصل الثاني - فايتاتهيا براكارانا (Vaitathya Prakarana) - فيعني في المقام الأول بإثبات عدم واقعية العالَم المدرَك بالحواس الذي يتميَّز بازدواجيته وتناقضه عن طريق إبطال ما يُحقق عدم الازدواجية. كما يجب أن يتم نفي واقعية هذا العالم لئلا تُثار مثل هذه الحجج ثانيةً، وبالتالي يُثبت الفصل الثالث - أدافايتا براكارانا (Adavaita Prakarana) - عدم ازدواجية هذا العالَم، أما الفصل الرابع - ألاتاسانتي براكارانا (Alatasanti Prakarana) - الذي يتميَّز عن الفصول الأخرى بالمذهب المنطقي ماهايانا البوذي فيشرح نسبية تجربتنا المدرَكة بالحواس ويُثبت كون الذات (Atman) أو الروح الحقيقة الوحيدة التي يقوم عليها الوجود المدرَك بالحواس. كما يظهر في هذا الكتاب ما يُكنّه جودابادا من احترامٍ شديدٍ للمُعلم بوذا الذي حيَّاه مرارًا وتكرارًا، كما نقل عن فاسوباندو وناجارجونا (Nagarjuna) أقوالهما بدون قيد.[بحاجة لمصدر]

### الفصل الأول: العقيدة التقليدية (أجاما)
تتجسَّد الذات في ثلاثة أشكال كالآتي : فيشفا (vishva) في جاجرات (jagrat) أو حالة اليقظة كتيجاسا (taijasa) في سفابنا (svapna) أو حالة الحلم وبراجنا (praajna) في ساسهوبتي (sushupti) أو حالة النوم العميق. في حالة فيشفا تشعر الذات بالعالَم الخارجي وتتمتَّع بالأشياء الضخمة. وفي حالة تيجاسا تشعر الذات بالحالات العقلية وتتمتَّع بالأشياء الداخلية أو الأحلام. أما في حالة براجنا فإنها لا تستطيع التفريق بين الأشياء، كما أنها تَسكن القلب وتتمتَّع بالنعيم. لن يتأثر الشخص الذي يعي جيدًا هذه الأشكال الثلاثة للذات حتي ولو كان يتمتَّع بهم جميعًا. هناك حالة رابعة للذات تُعرف باسم توريا (turiya). تتميَّز توريا بعد ازدواجيتها وانتشارها وعدم تغيُّرها وبأنها تمحو الأحزان. تشترك براجنا وتوريا في عدم ازدواجيتهما إلا أن توريا لا تَعرف النوم أو الجهل، وتشترك جميع الحالات في أن الذات تتميَّز في جميعها بأنها واعية ونورانية. يزور «النوم» (جيفا (jiva)) خاصةً نظرًا لوجود مايا (Maya) وعندما تستيقظ جيفا فإنها تدخل في حالة توريا.

### الفصل الثاني: الخيال (فايتاتهيا)
يتَّفق المنطق في هذا الفصل مع المنطق في الأوبانيشاد بريهادارانياكا (Brihadaranyaka Upanishad).‌ تُطابق حالة اليقظة حالة الحلم حيث تكون الأشياء خلالهما خياليةً نظرًا لأن الأشياء المعدومة في البداية والنهاية تكون معدومةً أيضًا في الوسط. كما يعتقد الحالم أن تلك الأشياء التي توجد خارج جسمه واقعية وأن تلك التي توجد داخله خيالية برغم كون جميع الأشياء خيالية. وبالمثل، في حالة اليقظة تُعد جميع الأشياء الخارجية والداخلية خيالية على حد سواء. تتخيَّل الذات وجود جميع الأشياء الخارجية التي تظهر وكأنها ثابتة في الوقت الحالي وتلك الداخلية التي تظهر وكأنها زائلة من خلال وَهمها.
| جودابادا | There is no dissolution, no origination, none in bondage, none possessed of the means of liberation, none desirous of liberation, and none liberated. This is the ultimate truth. — Verse 2.32, Mandukya Karika.‌ | جودابادا |

### الفصل الثالث: عدم الازدواجية (أدفايتا)
في هذا الفصل، يسعى المؤلف لبيان كيف يُمكن لعدم الازدواجية أن تؤدي إلى ازدواجيةٍ ظاهرية، حيث يوضح أوجه الشبه بين الفراغ العام والفراغ الذي يوجد داخل المرطبانات ليتمكَّن من تحقيق هذا الغرض. تُشبه الذات الفراغ العام في حين تُشبه حالات جيفا الفراغ الذي يوجد داخل المرطبانات، حيث تبدو الذات وكأنها في حالات جيفا عندما يُحاط الفراغ بمرطبان. وعندما ينكسر المرطبان يختلط الفراغ الذي كان يوجد داخله بالفراغ العام وبالمثل تختلط حالات جيفا بالذات. قد تختلف الفراغات التي توجد داخل المرطبانات في الشكل والوظيفة والاسم ولكنها تتفق في المساحة، وبالمثل يُمكن لحالات جيفا أن تختلف في الشكل والوظيفة والاسم ولكنها تتفق في الذات. بما أن الفراغ الذي يوجد داخل المرطبان لا يُعد تحويلاً ولا تغييرًا للفراغ العام ولا جزءًا منه، فإن جافا وبنفس الطريقة لا تُعد تحويلاً ولا تغييرًا للذات ولا جزءًا منها. تُعد حالتا الخَلق من الوجود (sat) أو الخَلق من العدم (asat) غير معقولتين نظرًا لعدم وجود خَلق على الإطلاق لأن الذات الخالدة لا يُمكن أن تَهلك.

#### يوغا أسبارشا (Asparsha)
يُطلَق على حالة جنانا (Jnana) أو الوعي بدون وجود بِنيةٍ فكريةٍ اسم براهمان، حيث إن هذا الوعي لا يولَد بدون نوم أو حلم ولا بدون اسم وشكل، كما أنه يُحيط بكل شيء علما. وعند عدم وجود أفكارٍ حول الأشياء يبقى الوعي قائمًا بذاته ويَصل إلى حالة الاتزان. والتي تُعرف بتركيز عدم الاتصال أو يوغا أسبارشا ويخاف منها الجميع حتى ممارسي اليوغا.
| جودابادا | That highest Bliss exists in one’s own Self. It is calm, identical with liberation, indescribable, and unborn. Since It is one with the unborn knowable (Brahman), the knowers of Brahman speak of It as the Omniscient. No Jiva (individual), whichsoever, is born. It has no cause (of birth). This is the highest Truth where nothing is born whatsoever. — Verse 3.47-48, Mandukya Karika.‌ | جودابادا |

### الفصل الرابع: هدوء الجمرة (ألاتاسانتي)
فنَّد جودابادا نظرية العلاقة السببية لمدرسة سانكهيا (Sankhya) التي تفترض أن السبب نفسه يولَد على هيئة نتيجة. بحُجة أن سانكهيا لم تتمكَّن من البقاء باستمرار على ادعائها أن النتيجة موجودة بالفعل وتختلف عن السبب وأنها برغم ذلك لم تولد بَعد وأنها أبدية. كما أنه لا يوجد أي مثال يُثبت هذه النظرية. وبناءً عليه طرح جودابادا نظرية أجاتيفادا (Ajativada) أو عدم الإبداع. تفترض نظرية أجاتيفادا أن الوعي لا يلمس الأشياء أو مظاهر الأشياء الخارجية نظرًا لأن كلاً من هذه الأشياء ومظاهر الأشياء الخارجية تُعد خيالية. علاوةً على ذلك يُمكن إثبات نظرية أجاتيفادا من خلال الاستدلال بأن من يعتقد في الإبداع لا يُمكنه أن يدَّعي أن العالَم (Samsara) ليس له بداية وله نهاية وأن الحرية لها بداية وليس لها نهاية نظرًا لأن أي شيء لم يولَد بالفطرة لا يُمكنه أن ينتهي وأن أي شيء موجود بالفعل لابد له من نهاية. وبالتالي يتمثَّل الوعي في الواقع فقط ولكنه يظهر في صورة أشياء كالعصا المُشتعلة التي تتأرجح والتي تبدو وكأنها تواصل تأرجحها. يؤدي تعلقنا بالخيال إلى وجود الازدواجية من إحدى وجهات النظر التجريبية برغم أننا لو نظرنا إليها من وجهة نظر أعلى نجد أن الأشياء غير موجودة وأن الذات التي لم تولَد بعد خالية من الخوف والحزن.

#### إبستيمية (Epistemics) جودابادا
تُعد كاريكا جودابادا في الأوبانيشاد ماندوكيا أحد نماذج إبستيمية الواقع العقلانية. أثبتت حجج جودابادا المنطقية عدم عقلانية التجربة، حيث أثبتت التجربة التي تم إجراؤها على حالات الوعي المختلفة على سبيل المثال أنه لا يُمكن اعتبار أيٍ منها واقعيا. حاول جودابادا أن يقدِّم استجابةً كونيةً من خلال تصويره لـمايا على أنها واقعية وغير مزدوجة في نموذج الجمرة دون أن يَحيد تمامًا عن البُعد التجريبي.

## بعض أعمال جوداباداشاريا الأخرى
- دورجا سابتاشاتي تيكا (Durga Saptashati Tika) - تصنيف العديد من فصول نص سابتاشاتي (saptashati)
- أتارا جيتا بهاشيا (Uttara Gita Bhashya)
- سوبهاجودايا ستوتي (Subhagodaya Stuti)